# Ormyrus pomaceus
Ormyrus pomaceus is een vliesvleugelig insect uit de familie Ormyridae. De wetenschappelijke naam is voor het eerst geldig gepubliceerd in 1785 door Geoffroy.